# Toshihiko Uchiyama
Toshihiko Uchiyama (Izumi, 21 oktober 1978) is een Japans voetballer (verdediger) die sinds 2012 voor de Japanse eersteklasser Vegalta Sendai uitkomt. Daarvoor speelde hij voor Montedio Yamagata, Vissel Kobe en Ventforet Kofu.
1 Rokutan ·
2 Kamata ·
3 Watanabe ·
4 Hachisuka ·
5 Ishikawa ·
6 Min-tae ·
7 Okuno ·
8 Nozawa ·
9 Wilson ·
10 Yong-gi ·
11 Kanazono ·
14 Kanakubo ·
16 Schmidt ·
17 Tomita ·
19 Sugiura ·
20 Ramon ·
21 Seki ·
22 Ishikawa ·
23 Futami ·
25 Sugai ·
26 Fujimura ·
27 Takei ·
28 Yamamoto ·
29 Uemoto ·
30 Nishimura ·
31 Motegi ·
33 Tatara ·
36 Murakami ·
Coach: Watanabe